# Chauliooestrus leza
Chauliooestrus leza är en tvåvingeart som beskrevs av Thomas Pape 1991. Chauliooestrus leza ingår i släktet Chauliooestrus och familjen köttflugor. Inga underarter finns listade i Catalogue of Life.